# Kirsty Dillon
| Kirsty Dillon                             | Kirsty Dillon                                                     |
| Kattints az alábbi külső linkek egyikére! | Kattints az alábbi külső linkek egyikére!                         |
| ----------------------------------------- | ----------------------------------------------------------------- |
| Nem található szabad kép.(?)              |                                                                   |
| külső link · jogvédett                    | Gail Stevens szerepében a „Kisvárosi gyilkosságok” tévésorozatban |

Kirsty Dillon (Portsmouth, Hampshire, 1976.) angol színházi, televíziós és filmszínésznő. Magyarországon legismertebb alakítása Gail Stevens rendőr tisztes (később őrmester) szerepe Kisvárosi gyilkosságok c. brit televíziós krimisorozatban (1997–2013).

## Életpályája
A dél-angliai Portsmouth-ban (Hampshire grófság) született és nevelkedett. A southsea-i Portsmouth High School leányiskolába és a Havant College középiskolába (Havant) járt. A London University-hez tartozó Goldsmiths’ College-ban, majd a South Kensington-i Webber Douglas Színiakadémián (Webber Douglas Academy of Dramatic Art) tanult színművészetet.
A diploma megszerzése után színházi és televíziós szerepekben tűnt fel. Szerepelt a The Man That Broke Britain c. BBC-produkcióban, és Peter Greenaway 1996-os Elbűvölve (Spellbound) performanszában. A Creation Theatre Company tagjaként a Charlotte Conquest által rendezett Ahogy tetszik (As You Like It) komédiában Rosalinda szerepét játszotta. Számos tévésorozatban kapott kisebb-nagyobb szerepeket, így a Holby Városi Kórház, a Baleseti sebészet c. kórházi sorozatban, a Doctors-ban és a Rockabye-ban.
Legnagyobb ismertségét azonban az ITV produkciójában, a Kisvárosi gyilkosságok (Midsomer Murders) c. bűnügyi sorozat állandó szereplőjeként szerezte, Gail Stevens rendőr tiszthelyettes szerepében.
Kirsty Dillon a civil mozgalmakban is részt vesz. Aktívan dolgozik a családon belüli erőszak ellen küzdő Fehér Szalag (White Ribbon) mozgalomban. A Nők elleni férfi erőszak megfékezése (End Male Violence Against Women) nevű nemzetközi kampányban a mozgalom nemzetközi szóvivőjeként jelent meg. Más áldozat-segítő szervezetekben is dolgozik, (Early Intervention Project, Women’s Aid, stb). Ilyen minőségében 2009-ben a brit miniszterelnöknek, Gordon Brownnak támogatást kérő petíciót nyújtott át a Downing Streeten, neves színésztársai, köztük John Nettles kíséretében.